# Psalm 150 (Bruckner)
Anton Bruckners Psalm 150, WAB 38, ist eine Vertonung von Psalm 150 für gemischten Chor, Sopransolistin und Orchester aus dem Jahr 1892.

## Entstehung und Stellung im Gesamtwerk
Richard Heuberger bat Bruckner um einen festlichen Hymnus zur Eröffnung der Internationalen Ausstellung für Musik und Theaterwesen am 7. Mai 1892. Der Komponist lieferte das Stück nicht rechtzeitig für Heubergers Zwecke.
Das Werk wurde am 13. November 1892 im Wiener Musikvereinssaal uraufgeführt vom Wiener Singverein und der Sopranistin Henriette Standthartner unter dem Dirigat von Wilhelm Gericke. Das Konzert beinhaltete auch eine Schubert-Ouvertüre und Liszts Klavierkonzert in Es-Dur, gefolgt von Richard Strauss’ Wandrers Sturmlied und Mendelssohns Loreley.
Die Handschrift, die Wilhelm Ritter von Hartel gewidmet ist, befindet sich im Archiv der Österreichischen Nationalbibliothek. Das Werk erschien erstmals im November 1892, mit einer weiteren Widmung an Max von Oberleithner, im Musikverlag Doblinger, sowie einem Klavierauszug von Cyrill Hynais. Das Werk ist in Band XX/6 der Bruckner-Gesamtausgabe herausgegeben von Franz Grasberger.

## Musik
Bruckners Psalm 150 in C-Dur ist für gemischtem Chor, Sopransolistin und Orchester (2 Flöten, 2 Oboen, 2 Klarinetten, 2 Fagotte, 4 Hörner, 3 Trompeten, 3 Posaunen, Kontrabasstuba, Pauken und Streicher).
Im Gegensatz zu den anderen, etwa 40 Jahre zuvor komponierten Psalmvertonungen, für die er eine von der katholischen Kirche anerkannte deutschsprachige Bibel verwendete, verwendete Bruckner diesmal die Lutherbibel für den Text.
Das 247 Takte lange Stück beginnt in C-Dur, alla breve, mit einer Tempoangabe von „Mehr langsam! Feierlich, kräftig“, während der Chor mehrmals Hallelujah singt, bevor er zur zweiten Zeile des Psalms übergeht. Bei Buchstabe E, markiert mit „Bewegter“, beginnt die Aufzählung von Instrumenten, mit denen man Gott loben kann. Bei Buchstabe J, „Langsamer“, folgt „Alles, Alles lobe den Herrn“. Bei Buchstabe K, mit Rückkehr zum ursprünglichen Tempo, wiederholt Bruckner die eröffnenden Hallelujahs, aber bei Buchstabe L (Takt 165) folgt mit einer komplexen Fuge. beginnend mit den Worten „Alles, was Odem hat“ noch einmal „Langsam“. Eine weitere Rückkehr zum ursprünglichen Tempo bei Buchstabe R markiert den Anfang der Coda mit den Worten „Alles, alles lobe den Herrn“. Das Thema der Fuge ist verwandt mit jenem der Fuge der fünften Symphonie und des Adagios der neunten Symphonie.
Das letzte Mal, als Bruckner an der Orgel improvisierte, verwendete er Melodien aus dieser Psalmvertonung. Psalm 150 „teilt sowohl die Tonart als auch die triumphierende Stimmung der schwärmerischen Erhöhung des Te Deum.“

## Diskografie (Auswahl)
Die erste Aufnahme (ca. 1950) stammt von Henry Swoboda mit dem Wiener Akademie Kammerchor und den Wiener Symphonikern, LP: Westminster WAL 201 (mit Symphonie Nr. 6 und dem Psalm 112). Swobodas historische Aufführungen der Psalmen 112 und 150 und Richard Strauss’ Wandrers Sturmlied wurden kürzlich von Klassic Haus Restorations auf CD übertragen.
Unter den zehn weiteren Aufnahmen wählt Hans Roelofs die folgenden vier Aufnahmen aus:
- Eugen Jochum, Chor der Deutschen Oper Berlin und Berliner Philharmoniker, 1965, LP. DG SLPM 139137/8 (mit Symphonie Nr. 7).
  - Diese Aufnahme, die als Teil der 4-CD-Box DG 423 127-2 auf CD übertragen wurde, bleibt laut Hans Roelofs Referenzaufnahme.
- Daniel Barenboim, Chicago Symphony Orchestra and Chorus, 1979. LP. DG 2707 116.
  - Diese Aufnahme wurde auf CD übertragen: DG 437 250-2 (mit Symphonie in d-Moll und Helgoland).
- Matthew Best, Corydon Singers and Orchestra. 1992. CD. Hyperion CDA66599 (mit Messe Nr. 3)
- Helmuth Rilling, Gächinger Kantorei und Bach-Collegium Stuttgart. 1996. CD. Hänssler Classic 98.119 (mit Messe Nr. 2 und dem Te Deum)